# Rudolph Dirks
Rudolph Dirks (født 26. februar 1877 i Heide i Slesvig-Holsten, død 20. april 1968 i New York) var en amerikansk serietegner, kendt bl.a. for tegneserien Knold og Tot.